# Вилхелм I (Бавария)
Вилхелм I (на немски: Wilhelm I; * 12 май 1330, Франкфурт на Майн; † 15 април 1389, Le Quesnoy) от династията Вителсбахи, е херцог на Щраубинг-Холандия (1349 – 1388), като Вилхелм V също граф на Холандия и Зеландия и като Вилхелм III на Хенегау.

## Биография
Той е вторият син на император Лудвиг IV Баварски и втората му съпруга Маргарета Холандска.
Вилхелм се жени през 1352 г. за английската благородничка Матилда от Ланкастер, с която има дъщеря (умира като дете). През 1353/54 г. той предприема пътуване до Прусия.
От 1357 г. Вилхелм се разболява умствено и по-малкият му брат Албрехт поема за него регентството. Вилхелм умира през 1389 г. в Le Quesnoy, където е прекарал последните години от живота си и е погребан в църквата на Миноритите във Валансиен.